# ヤン・ヴォーテルスゾーン・ファン・クアイク

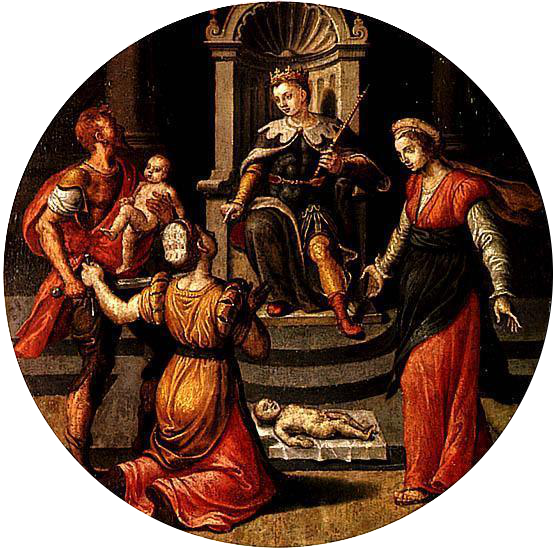
ファン・クアイク作、「ソロモンの審判」

ヤン・ヴォーテルスゾーン・ファン・クアイク（Jan Woutersz. van Cuyck、姓は Kuikとも、1540年ころ - 1572年3月28日）は、オランダの画家。異端であった再洗礼派の信者になり、オランダの諸都市がスペインから独立する数か月前に処刑された。

## 概要
ドルトレヒトで生まれた画家で、18世紀初めに画家の伝記を出版したアルノルト・ホウブラーケン(1660–1719)の著書『ネーデルラントの画家たちの大劇場』に記載がされている。再洗礼派に改宗した後、1572年に異端で逮捕されたファン・クアイクは、短期間の投獄中に、ドルトレヒトの市庁の訴訟室（オランダ語でvierschaar）で、ソロモンに扮した陪審員(Schepenen)をモデルに、寓意画を描くことを求められて描いたと伝えている。ホウブラーケンが伝記を執筆していた時代には、この物語は信じられていたが 、後にその作品はすでに1552年に描かれたものであったことが明らかになったが、ファン・クアイクはかつて自らが装飾画を描いた部屋で裁かれて、死刑判決を受けた。
1572年にもう一人の再洗礼派の殉教者、Adriaentgen Jans van Molenaarsgraafと共に火刑の判決を受けたが 、女性であるvan Molenaarsgraafは火をつけられる前により軽い処罰とされる絞首刑に処せられた
。数か月後、オランダの諸都市はスペインから独立し、プロテスタントの信仰が採用され、ファン・クアイクらは異端審判による最後の殉教者となった。妻と7歳の娘を遺し、残された2人の殉教者の手紙は1579年に出版された。
作品の大半は失われているがソロモンの寓意画はドルトレヒトに残されている。